# 포뮬러 자동차 경주

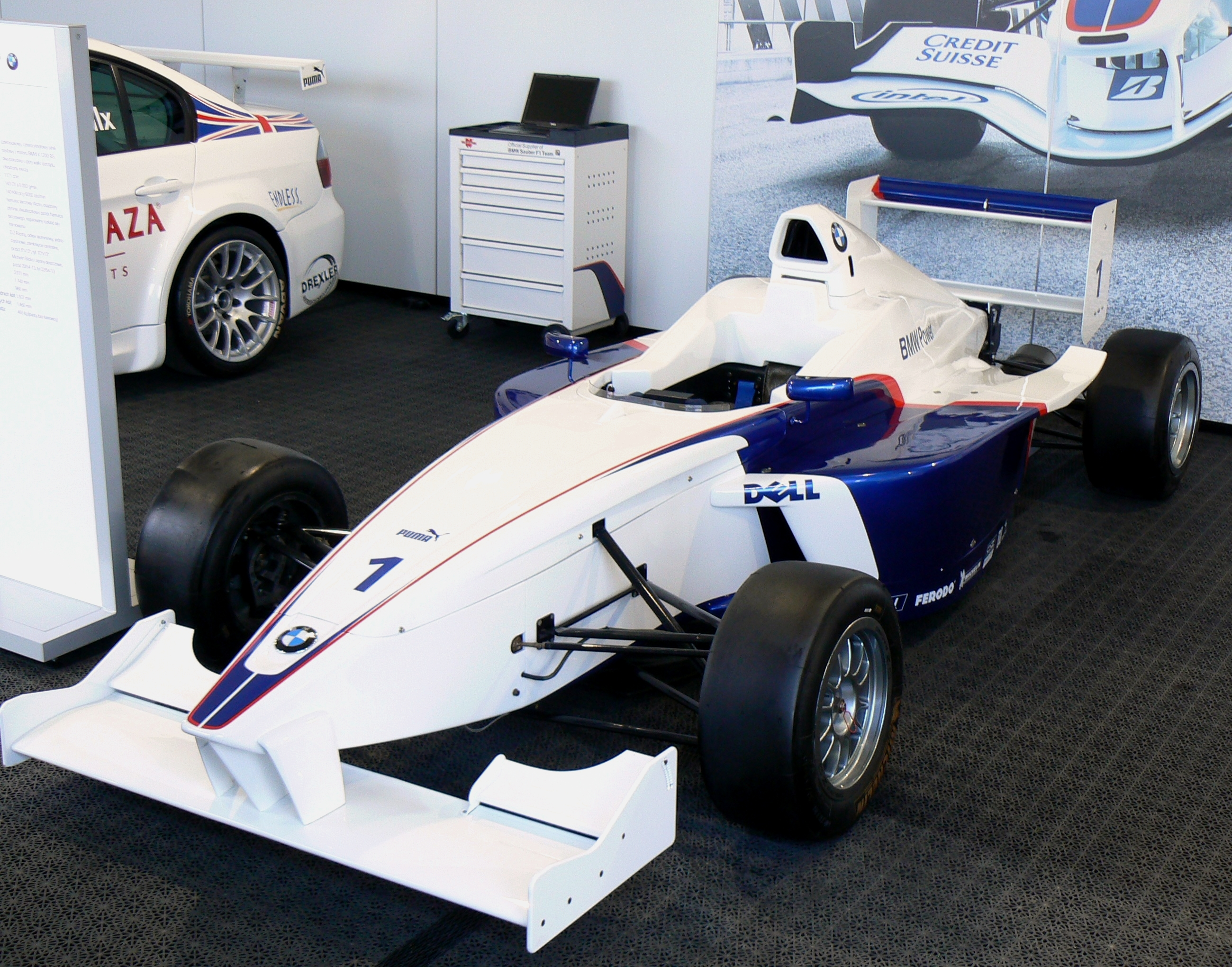
포뮬러 BMW 차체

포뮬러(Formula, 표준어: 포뮬러)란 사전적인 의미로 '규정, 규칙, 공식'등을 뜻하며 각국에서 무질서하게 열리던 자동차 경주를 1950년 국제 자동차 연맹(Federation International Automobile, FIA)에서 표준화된 경주용 자동차 기준을 만들고 통일하면서 등장한 말이다.
포뮬러 자동차 경주(영어: Formula Racing)는 대회 규정에 따라 제작되거나 개조된 경주용 자동차로 경주를 하는 자동차 경주이다. 출전이 가능한 경주용 자동차의 형식은 주관단체 및 경주 대회마다 다르며, 규정 형식에 따라 포뮬러 원 대회, 인디 레이싱 리그 대회 등으로 나뉜다.
포뮬러 자동차 경주는 국제 자동차 연맹에 의한 분류로 그룹 D(Group D)에 해당하고, 이에 따라 포뮬라 자동차라 하면 자동차 경주 전용의 오픈휠(Open-Wheel), 일인승(Single-Seater) 형태의 특수제작된 경주용 자동차를 의미한다.

## 대회 종류
- 포뮬러 원
- 포뮬러 2
- 포뮬러 3
- 포뮬러 4
- 포뮬러 4000
- 포뮬러 포드
- 포뮬러 브이(Fomula Vee)
- 포뮬러 BMW
- 포뮬러 퍼스트
- 포뮬러 니폰
- 포뮬러 아틀란틱
- 포뮬러 르노
- 포뮬러 마쓰다
- 포뮬러 500
- A1 그랑프리
- 챔프카
- 인디 레이싱 리그
- GP2 시리즈
- 포뮬러 E
- 포뮬러 닷지